# Mehlmann Ibolya

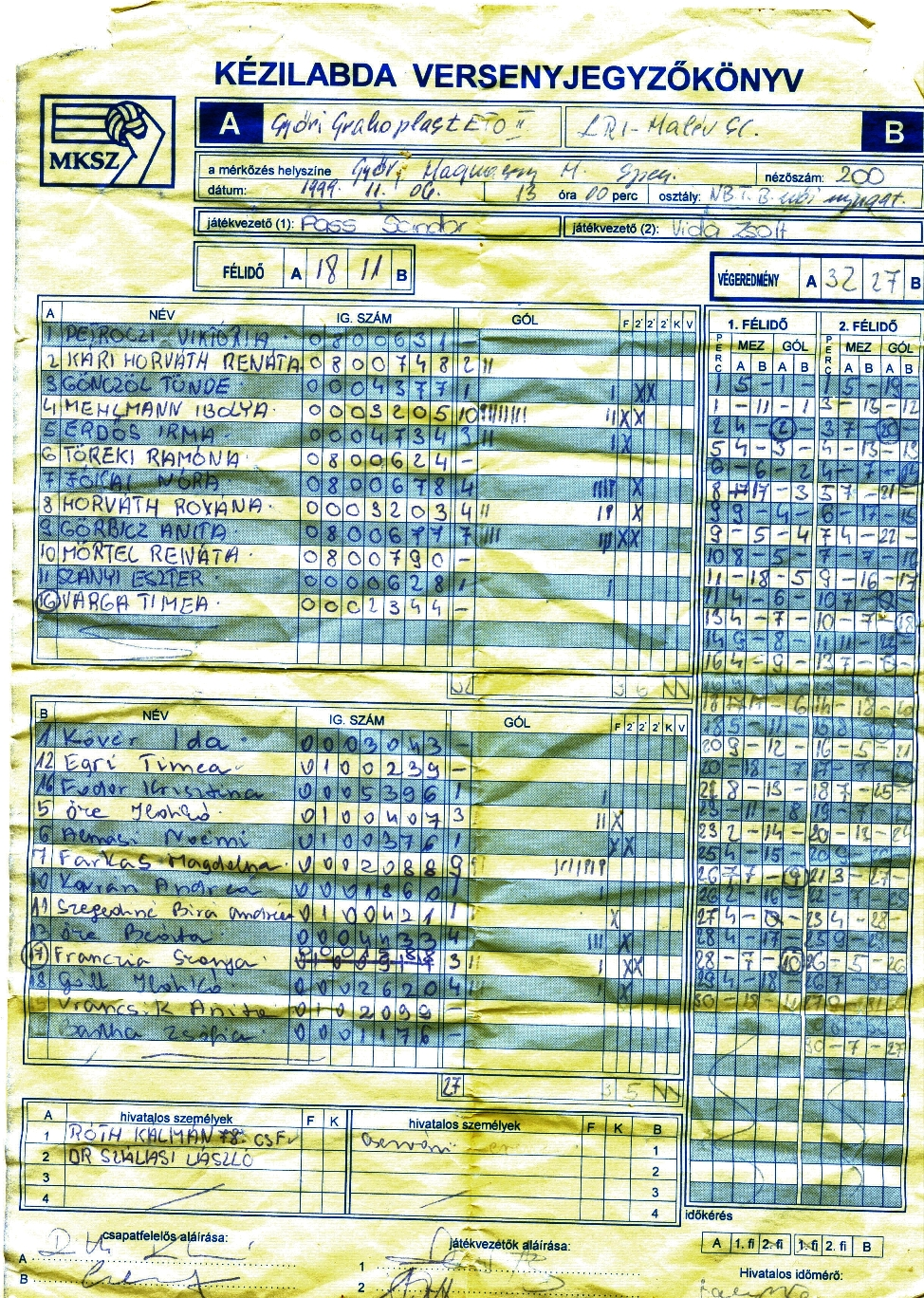
Versenyjegyzőkönyv még az NB.I.B-ből

Mehlmann Ibolya (Pécs, 1981. november 4. –) női válogatott kézilabdázó, jelenleg az osztrák Hypo Niederösterreich együttesének tagja.
Mehlmann a 2001-es hazai rendezésű junior világbajnokságon tűnt fel, amikor is gólerős játékának köszönhetően a magyar válogatott az ezüstérmet szerezte meg. Ezután vált klubcsapata, a Győri ETO első számú jobbátlövőjévé. 2006-ban külföldre igazolt és a dán Aalborg csapatában folytatta pályafutását.
A 2006-os Európa-bajnokság leggólerősebb magyar játékosa, sőt a torna All-star csapatába is beválogatták.

## Sikerei

### Válogatottban
- Olimpiai 5. helyezett: 2004
- Világbajnokság: 2. helyezett: 2003
  - 3. helyezett: 2005
- Európa-bajnokság: 3. helyezett: 2004
  - 5. helyezett: 2002, 2006

### Klubcsapatban
- EHF-kupa döntős: 2002, 2004, 2005
- Magyar bajnokság győztese: 2005
- Magyar kupa: győztese: 2005
- Dán bajnokság: bronzérmes: 2007